# Соин, Иван Степанович
Ива́н Степа́нович Со́ин (1878, Ардатов — 1949, Фролищи) — российский социал-демократ, фотограф, поэт.

## Биография
Родился в 1878 году в городе Ардатове Нижегородской губернии. Там же окончил трёхклассное училище, после чего получил профессию фотографа и работал по этой специальности. Вступил в Российскую социал-демократическую рабочую партию. 20 декабря 1905 года был арестован за то, что совместно с учительницей Анной Ивановной Умновой участвовал в крестьянской сходке в селе Леметь Ардатовского уезда и разъяснял крестьянам их права. После этого более года находился в тюрьме, но на суде 5 февраля 1907 года был оправдан. В 1908 году на его квартире был произведён обыск, но в результате не было обнаружено ничего незаконного. После этого вместе с Умновой переехал в Нижний Новгород. Занимался также написанием стихов — в 1920-х годах в Городце был издан сборник его сочинений. Последние годы жил в посёлке Фролищи, где и скончался в 1949 году.